# Reactor CIRUS
CIRUS (en anglès: Canada India Reactor Utility Services) va ser un reactor de recerca del Centre de Recerca Atòmica Bhabha (BARC) a Trombay, a prop de Bombai, Índia. El reactor CIRUS va ser subministrat pel Canadà el 1954, però va utilitzar aigua pesant (òxid de deuteri) subministrada pels Estats Units. Va ser el segon reactor nuclear que es va construir a l'Índia i el primer reactor de recerca.
Es va basar en el model de reactor NXR (National Research X-perimental) de Chalk River, Canadà. El reactor de 40 MW utilitzava combustible d'urani natural i aigua pesant com a moderador. Es tractava d'un reactor de tanc amb una mida de nucli de 3,14 m (H) × 2,67 m (D). Va assolir la massa crítica el 10 de juliol de 1960.
El reactor no estava sota les normes de l'AIEA (que no existia quan es va vendre el reactor), tot i que el Canadà, i el contracte de subministrament dels EUA per a l'aigua pesant, especificaven explícitament que només es podia utilitzar amb finalitats pacífiques. No obstant això, el reactor CIRUS va produir part del primer estoc de plutoni de l'Índia i el plutoni per a la prova nuclear Smiling Buda de 1974, la primera prova nuclear del país. A un factor de capacitat del 50–80%, el reactor CIRUS podia produir 6,6-10,5 kg de plutoni a l'any.
El reactor CIRUS va ser tancat el setembre de 1997 per a la seva reforma i estava previst que continués en funcionament el 2003. El 2005, amb dos anys de retard, el reactor va tornar a funcionar. Durant la reforma, es va acoblar al reactor una unitat de dessalinització basada en l'evaporació al buit a baixa temperatura per fer servir com a demostració de l'ús de calor residual d'un reactor de recerca per a la dessalinització del mar. Tot i que el reactor tenia una vida de vint anys més, l'Índia va declarar que aquest reactor es tancaria el 2010 segons l'acord nuclear indoamericà signat entre el primer ministre indi, Manmohan Singh, i el president dels Estats Units, George W. Bush. El reactor es va tancar el 31 de desembre de 2010.